# Dálnice ve Švédsku

Značka dálnic ve Švédsku

Švédsko má jen malý počet dálnic (švédsky motorväg). První dálnice byla otevřena v roce 1953. Švédské dálnice nemají vlastní vnitrostátní číslování, pro jejich označení se používají čísla evropských silnic, popřípadě švédských silnic, přičemž víceproudé silnice jsou jen na nejvytíženějších tazích a nejsou nijak rozlišované od dvouproudých, stejně jako v dalších zemích severní Evropy. Celková délka dálnic (vyhovujících statusu dálnice) je v zemi cca 1800 km. Maximální povolená rychlost na švédských dálnicích je většinou 110, někde i 120 km/h. Švédské dálnice nejsou zpoplatněné, zpoplatněný je pouze most Öresund spojující Švédsko (Malmö) a Dánsko (Kodaň) a to formou mýtného.

## Seznam dálnic

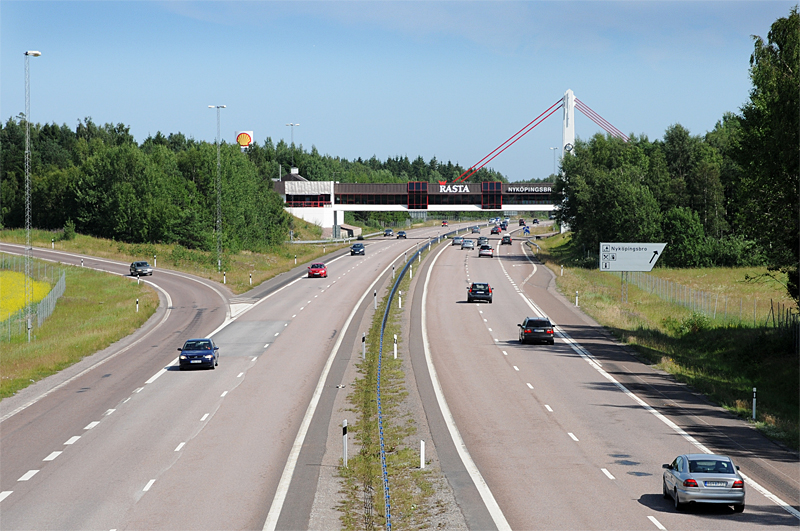
E4 ve Švédsku

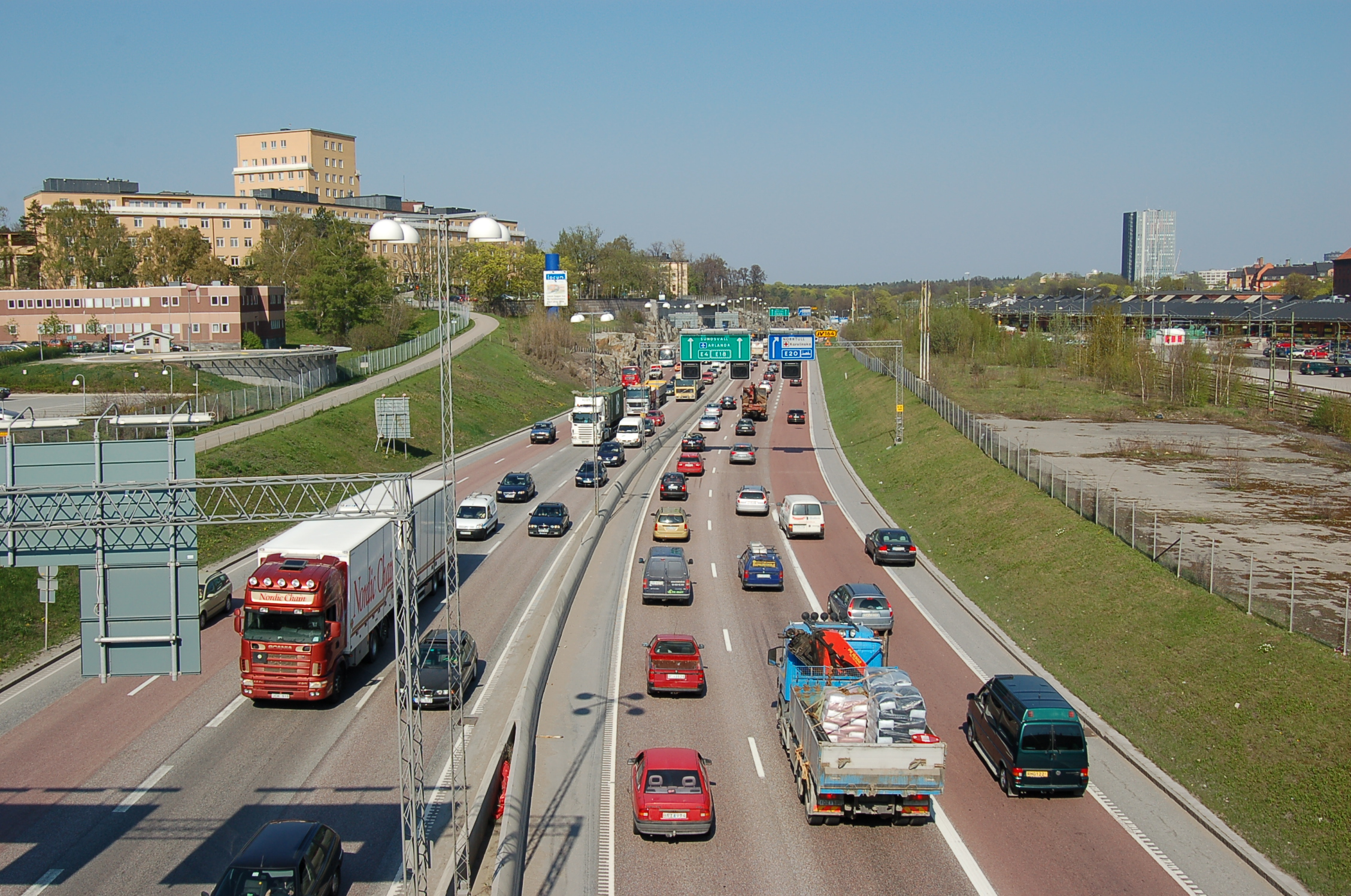
Dálnice ve Stockholmu

Maximální povolená rychlost na švédských dálnicích

### Evropské silnice
| Číslo dálnice              | Mapa    | Trasa | Konečná délka (km) |
| -------------------------- | ------- | --- | ------------------ |
| E4                         | SWE E4  | Helsingborg – Jönköping – Linköping – Norrköping – Stockholm – Uppsala – Gävle – Sundsvall – Umeå – Skellefteå – Luleå – Finsko | 1590               |
| E6                         | SWE E6  | Malmö – Lund – Helsingborg – Göteborg – Norsko                                                                                  | 490                |
| E18                        | SWE E18 | Norrtälje – Stockholm – Västerås – Örebro – Karlstad – Norsko                                                                   | 540                |
| E20                        | SWE E20 | Stockholm – Örebro – Göteborg – Halmstad – Helsingborg – Lund – Malmö – most přes Öresund – Dánsko                              | 770                |
| E22                        | SWE E22 | Norrköping – Kalmar – Karlshamn – Kristiansand – Lund – Malmö                                                                   | 560                |
| E45                        | SWE E45 | Göteborg – Karlstad – Östersund – Kiruna – Finsko                                                                               | 1680               |
| CZ traffic sign IS17 - E65 | SWE E65 | Malmö – Ystad | 58                 |

### Švédské silnice
| Číslo | Trasa                                      |
| ----- | ------------------------------------------ |
| 11    | Malmö - Sunnanå                            |
| 21    | Ignaberga - Finja                          |
| 28    | Karlskrona - Österleden                    |
| 30    | Öjaby - Växjö                              |
| 34    | Linköping – Malmslättsleden                |
| 35    | Linköping – Trafikplats Staby              |
| 40    | Göteborg - Borås                           |
| 44    | Herrestad - Uddevalla - Vänersborg         |
| 53    | Oxelösund - Nyköping                       |
| 73    | Älgesta - Stockholm                        |
| 75    | Stockholm - Södra Länken Gävle - Sandviken |
| 97    | Luleå - Södra Sunderbyn                    |
| 222   | Henriksdal - Graninge                      |
| 229   | Skarpnäck - Bollmora                       |
| 260   | Älta - Skrubba                             |
| 265   | Norrortsleden - Sollentuna                 |
| 273   | Stockholm                                  |